# Larva
|  | Per a altres significats, vegeu «Larva (desambiguació)». |

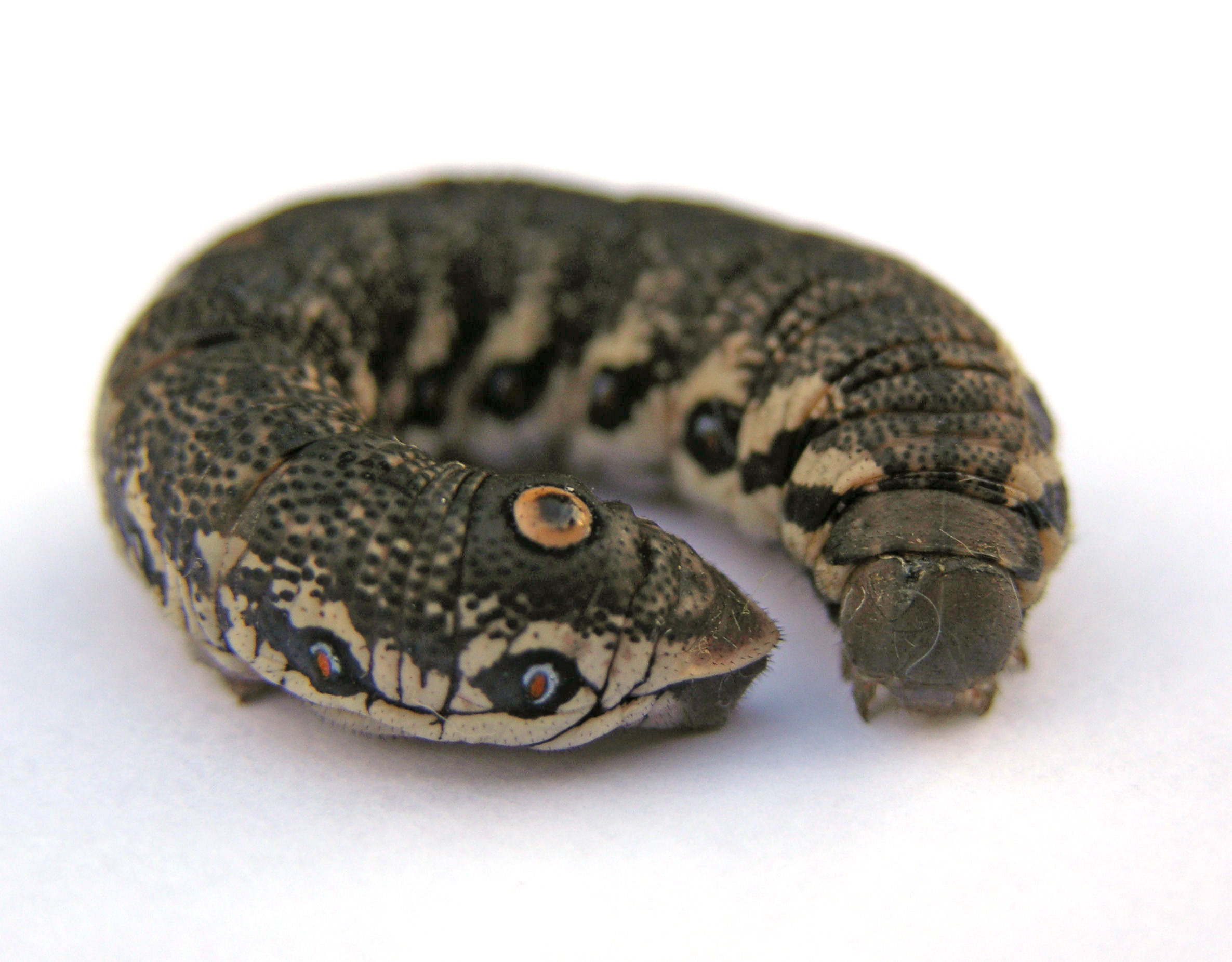
L'eruga de Proserpinus proserpina, larva d'una papallona de la família dels esfíngids

Les larves són les fases juvenils dels animals amb desenvolupament indirecte (amb metamorfosi) que tenen una anatomia, fisiologia i ecologia diferents de l'adult.
La fase larval és temporal amb la missió de permetre la dispersió de l'espècie (esponges i altres animals adults immòbils) o bé permetre acumular matèria nutritiva en altres animals amb ous amb poques substàncies de reserva.
Al cas dels insectes les larves són les primeres fases del desenvolupament post-embrionari. És habitual que en el llenguatge comú les larves reben sovint noms distints dels adults; aquest és el cas de paraules com eruga (papallones), cresa (mosques), o capgròs (granotes i gripaus). Les larves difereixen sempre significativament dels adults, en aspectes com la grandària, la forma externa, i fins i tot l'anatomia interna i la fisiologia (desenvolupament de les seves funcions). Les diferències guarden relació amb les diferències ecològiques, tant quant a hàbitat com quant als recursos emprats.

## Larves del regne animal

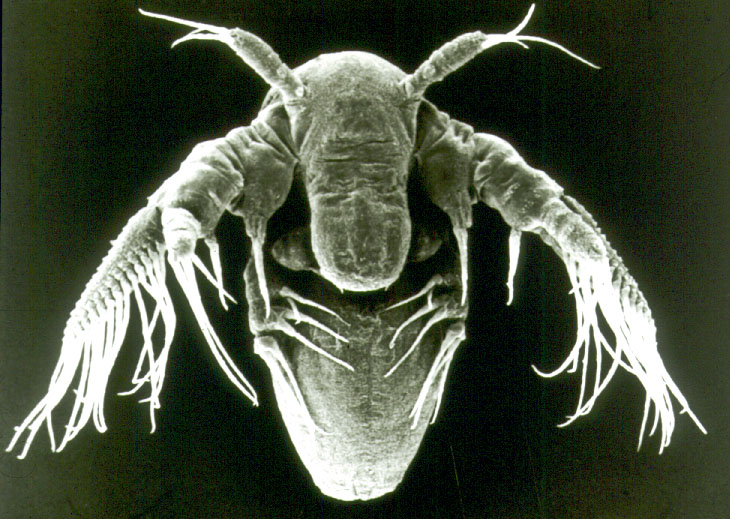
Larva naupli d'un decàpode.

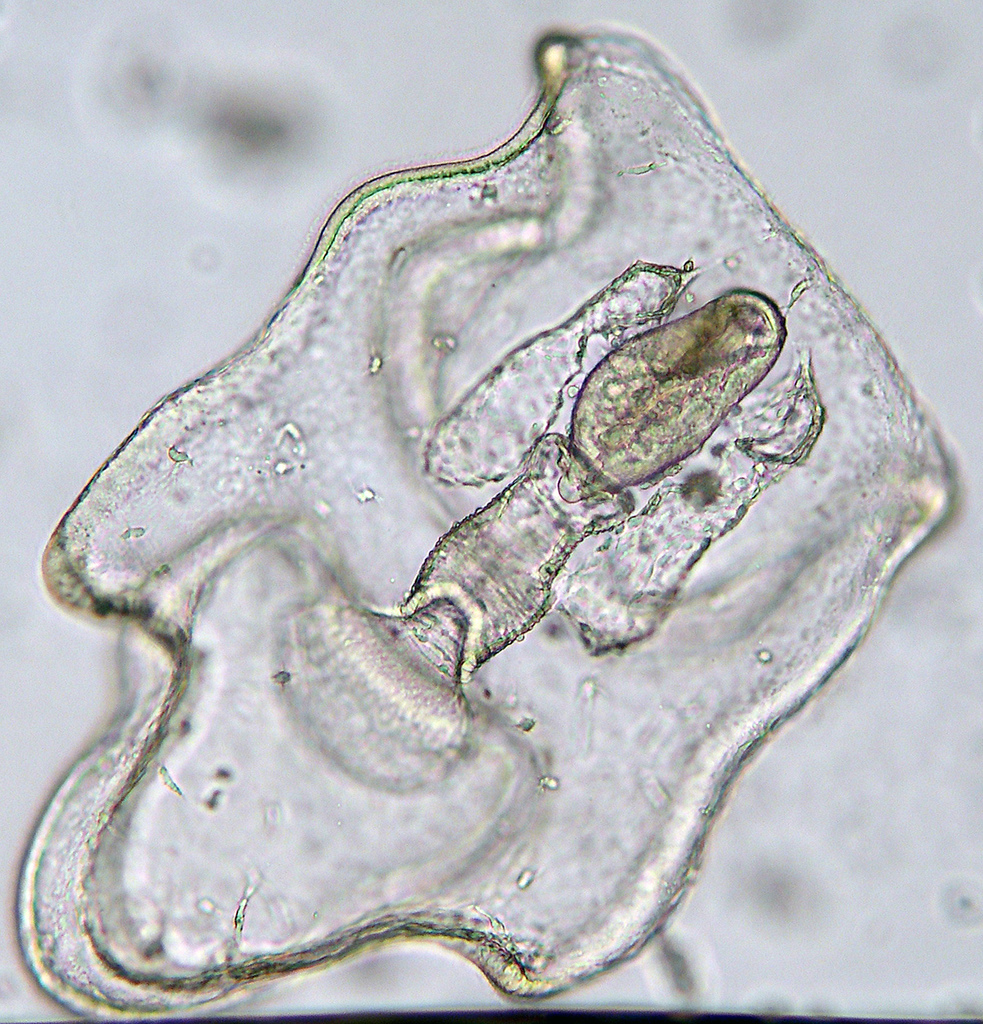
Larva bipinnaria d'estrella de mar.

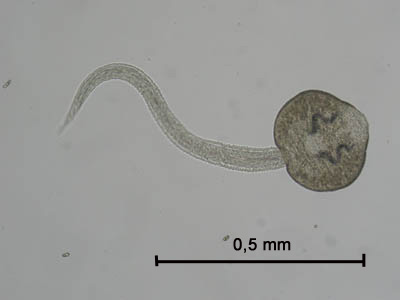
Larva cercària de trematode.

Larva plúteus d'un eriçó de mar.

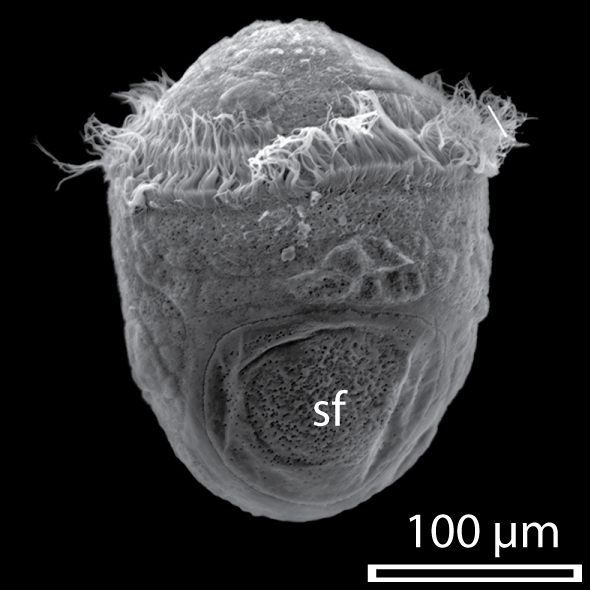
Larva trocòfora de gastròpode.

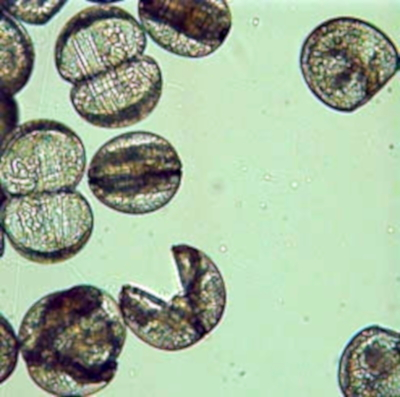
Larva gloquidi de bivalve.

| Larva                 | Grup            |
| --------------------- | --------------- |
| Acàntor               | Acantocèfals    |
| Actinotroca           | Foronidis       |
| Actínula              | Hidrozous       |
| Amocetes              | Hiperoartis     |
| Anfiblàstula          | Porífers        |
| Auriculària           | Holoturoïdeus   |
| Bipinnària            | Asteroïdeus     |
| Braquiolària          | Asteroïdeus     |
| Capgròs               | Amfibis         |
| Celoblàstula          | Porífers        |
| Cercaria              | Trematodes      |
| Cidípida              | Ctenòfors       |
| Cifonauta             | Briozous        |
| Cipris                | Cirrípedes      |
| Coracidi              | Cestodes        |
| Dauer                 | Nematodes       |
| Diplèurula            | Equinoderms     |
| Diporpa               | Monogenis       |
| Doliolària            | Crinoideus      |
| Doliolària            | Holoturoïdeus   |
| Equinoderoide         | Nematomorfs     |
| Equinoplúteus         | Equinoïdeus     |
| Eruga                 | Insectes        |
| Estomoblàstula        | Porífers        |
| Estrongiloide         | Nematodes       |
| Gloquidi              | Bivalves        |
| Hexacanta o Oncosfera | Cestodes        |
| Infusoriforme         | Rombozous       |
| Larva de Desor        | Heteronemertins |
| Larva de Göte         | Turbel·laris    |
| Larva de Müller       | Turbel·laris    |
| Metacercària          | Trematodes      |
| Microfilària          | Nematodes       |
| Miracidi              | Trematodes      |
| Mitrària              | Poliquets       |
| Naupli                | Crustacis       |
| Ofioplúteus           | Ofiuroïdeus     |
| Oncomiracidi          | Monogenis       |
| Pandora               | Cicliòfors      |
| Parenquímula          | Porífers        |
| Pedivelígera          | Bivalves        |
| Pericalimna           | Escafòpodes     |
| Pil·lidi              | Nemertins       |
| Plànula               | Cnidaris        |
| Plerocercoide         | Cestodes        |
| Plúteus               | Equinoïdeus     |
| Plúteus               | Ofiuroïdeus     |
| Pseudotrocòfora       | Poliplacòfors   |
| Rabditoide            | Nematodes       |
| Rèdia                 | Trematodes      |
| Tornària              | Enteropneusts   |
| Trocòfora             | Trocozous       |